# Тырган (Иркутская область)
Тырга́н (бур. Түргэн - быстрый) — деревня в Ольхонском районе Иркутской области. Входит в Еланцынское муниципальное образование.

## География
Находится в 7 км к юго-западу от районного центра, села Еланцы, в полукилометре юго-восточнее региональной автодороги 25К-003 Баяндай — Хужир.

## Население
| 2002 | 2010 | 2011 | 2012 |
| ---- | ---- | ---- | ---- |
| 27   | ↗40  | →40  | ↗42  |

По данным Всероссийской переписи, в 2010 году в деревне проживало 40 человек (20 мужчин и 20 женщин).